# Alpenhaus
Alpenhaus ist ein Wohnplatz mit einem Einwohner im Nordosten der Gemeinde Kirchhundem. Ursprünglich als „Sauerlandhütte der Sektion Essen des Deutschen und Österreichischen Alpenvereins“ errichtet, ist sie seit Spätsommer 2007 in Privatbesitz. Da der vollständige Name zu unhandlich war, setzte sich bereits frühzeitig die volkstümliche Bezeichnung Alpenhaus durch, die mittlerweile auch die offizielle Ortsbezeichnung ist.
Die Hütte wurde als Schutzhütte für Bergwanderer errichtet, ist aber mittlerweile auch ein Ausflugsziel für Urlauber und Einheimische aus den benachbarten Orten.

## Geografie

### Geografische Lage
Das Alpenhaus steht in 650 m ü. NHN Höhe auf dem Woosthagen, einem Bergsattel am Westhang der 711 m hohen Kahle.

### Nachbarorte
Die nächstgelegenen Orte sind Oberhundem 3 km südlich, Stelborn 3 km westlich und Milchenbach, ein Stadtteil der Nachbarkommune Lennestadt 3 km nordöstlich.

## Geschichte
Da infolge des Ersten Weltkriegs das bisherige Arbeitsgebiet der Sektion Essen im Seebertal in Südtirol nicht mehr genutzt werden konnte und die Anreise zu den neuen Hütten im österreichischen Umbaltal mehrere Tage dauerte und recht beschwerlich war, tauchte 1929 die Idee einer näher gelegenen Hütte in den Ersatz-Alpen auf. Als Folge der Sperrung der Grenze zu Österreich im Juni 1933 waren die Hütten im Umbaltal auf absehbare Zeit nicht mehr erreichbar, und der Plan einer näher gelegenen Berghütte nahm konkretere Formen an.
Am 5. Mai 1934 wurde ein 2,17 ha großes Stück Land erworben. Die Pläne wurden von der wenige Jahre zuvor errichteten Hütte im Umbaltal übernommen. Der Grundstein wurde schließlich am 1. Juli des gleichen Jahres gelegt, bereits am 30. September konnte das Richtfest gefeiert werden und zur Jahreswende 1934/35 fand die Einweihungsfeier statt.
Nachdem sich bald herausstellte, dass eine durchgehende Bewirtschaftung erforderlich war, wurde bereits im darauf folgenden Jahr ein Anbau mit Wohn- und Schlafräumen für den Bewirtschafter angebaut.
Gegen Kriegsende diente die Hütte als Unterkunft für Ausgebombte und Flüchtlinge.
1950 hielt die moderne Technik ihren Einzug – ein Telefonanschluss wurde installiert. Seit dieser Zeit dient die Hütte auch als Unfall- und Feuermeldestelle.
Das Alpenhaus war 2019 Drehort für den Fernsehfilm Das Lied der toten Mädchen.

## Kultur und Sehenswürdigkeiten

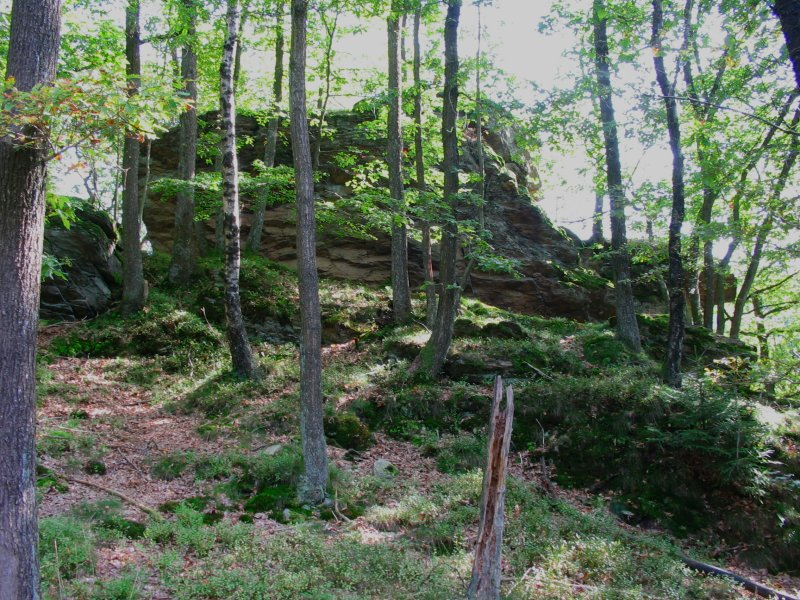
Stelborner Klippen

### Naturdenkmäler
- Etwa 700 m nördlich am Weg nach Milchenbach entspringt der Heilige Born, eine Quelle, der eine heilende Wirkung besonders bei Augenleiden nachgesagt wird.
- Kurz vor Stelborn, in einem alten Laubbaumbestand stehen die Stelborner Klippen, eine als Naturschutzgebiet eingetragene Felsformation aus Aschen- und Kristalltuffen.

### Regelmäßige Veranstaltungen
Jedes Jahr im August findet am Heiligen Born ein Waldgottesdienst statt, der von vielen Wanderern besucht wird.

## Wirtschaft und Infrastruktur

### Verkehr
Das Alpenhaus ist nicht mit öffentlichen Verkehrsmitteln oder auf öffentlichen Straßen zu erreichen. Für Besucher gibt es von Stelborn aus eine Zufahrtsmöglichkeit mit dem eigenen Personenkraftwagen, die aber während der Wintermonate auch verschneit sein kann.

### Wanderwege
Die Sauerlandhütte liegt unmittelbar an der Hauptwanderstrecke X18, dem Christine-Koch-Weg, des Sauerländischen Gebirgsvereins, der ungefähr 500 m entfernt am Potsdamer Platz die Hauptwanderstrecke X6, den Robert-Kolb-Weg, kreuzt.
Etwa 4 km entfernt verläuft der Höhenwanderweg Rothaarsteig.

## Persönlichkeiten

### Persönlichkeiten, die vor Ort gewirkt haben
Stellvertretend seien hier genannt:
- Siegfried und Christel Federle, die die Hütte von 1948 bis 1956 bewirtschafteten und deren Transport-Esel vielen älteren Einwohnern noch gut in Erinnerung ist. Der kürzeste Weg von Oberhundem zum Alpenhaus heißt bis heute im Volksmund der Eselspfad.
- Günter Gollo und Edith Schäpers, die die Hütte von 1975 bis 1998 zu einem beliebten Ausflugsziel auch für die Einwohner der umliegenden Ortschaften machten.